# Orfana (film)
Orfana (Orphan) este un film psihologic de groază din 2009. Este regizat de Jaume Collet-Serra după un scenariu de David Leslie Johnson. Cu actorii Vera Farmiga, Peter Sarsgaard, Isabelle Fuhrman, C. C. H. Pounder și Jimmy Bennett. 

## Legături externe
- Orfana la Internet Movie Database
- Orfana la Box Office Mojo
- Orfana (film) la Rotten Tomatoes

Format:Leonardo DiCaprio